# Сан Грегорио (Каљари)
Сан Грегорио је насеље у Италији у округу Каљари, региону Сардинија.
Према процени из 2011. у насељу је живело 40 становника. Насеље се налази на надморској висини од 250 м.